# Aurélia Schaefer
Pour les articles homonymes, voir Schaefer.
Aurélia Schaefer, née le 5 juillet 1971, est une danseuse et un professeur de danse classique française.

## Formation
Aurélia Schaefer commence la danse à l'âge de huit ans avec Max Bozzoni. Elle intègre le Conservatoire national supérieur de musique de Paris en 1985 et rejoint la classe de Claire Motte puis celle de Jacqueline Rayet. Elle remporte le Premier Prix du Conservatoire de Paris en 1987, la même année que sa condisciple Clairemarie Osta, élève dans la classe de Christiane Vaussard.

## Carrière

### Danseuse
En 1983, elle joue une jeune danseuse dans une publicité japonaise pour la marque Mazda avec l'acteur Alain Delon.
L'année suuivante, Aurélia Schaefer participe à son premier opéra, Aïda, donné au Palais omnisports de Paris-Bercy, en dansant les Négrittis. 
En 1988, Patrick Dupond, nommé directeur artistique du Ballet national de Nancy, engage Aurélia Schaefer qu'il désigne comme soliste du ballet en 1991. Elle danse dans toutes les créations et le répertoire de la compagnie, avec des pièces entre autres de George Balanchine, Jiří Kylián, John Neumeier, Roland Petit, Ulysses Dove. Puis, lorsque Pierre Lacotte prend la direction artistique du Ballet national de Nancy et de Lorraine, elle danse les œuvres classiques et romantiques recréées par le nouveau directeur telles que Giselle, Marco Spada, L'Ombre.
En 1994, elle rejoint le Ballet royal de Flandre dirigé par Robert Denvers. Elle y danse entre autres dans Coppélia, Giselle, La Fille mal gardée, Casse-noisette, Violon concerto no 1.
En 1998, elle est engagée en qualité de soliste aux Ballets de Monte-Carlo dirigé par Jean-Christophe Maillot pour y créer le rôle de titre de Cendrillon,. Ce ballet de Jean-Christophe Maillot remporte un franc succès et a été donné plus de 200 fois en tournée,. Elle participe aux créations de Jean-Christophe Maillot : Cendrillon Roméo et Juliette, La Belle, Vers un Pays sage, Casse-Noisette Circus, Opus 40, Le Songe, Miniatures D'une rive à l'autre. Elle travaille également avec des chorégraphes invités comme William Forsythe, Jiří Kylián, Twyla Tharp ou Carole Armitage. Elle danse aussi des pièces du répertoire balanchinien de la compagnie comme Agon  ou Divertimento.

### Professeur
En 2008, Aurélia Schaefer arrête sa carrière pour se consacrer à l'enseignement. Elle donne des cours au Japon à l'académie Architanz et au Canada. Le Ministère de la culture lui attribue une « dispense pour renommée particulière ». Elle est alors recrutée par le Conservatoire à rayonnement régional du Grand Avignon comme professeur de danse classique. En juin 2010, elle crée les chorégraphies du Voyage dans la Lune de Jacques Offenbach donné à l'opéra-théâtre d'Avignon.
Aurélia Schaefer, en qualité de professeur invité, donne des cours aux danseurs du Ballet Angelin Preljocaj au Centre Chorégraphique National de la région Provence-Alpes-Côte d'Azur et à l'Opéra de Bordeaux dirigé par Charles Jude. En décembre 2011 elle est diplômée du certificat d'aptitude de danse classique.
Elle assure aussi des cours pour de jeunes danseurs lors de stages nationaux ou internationaux.
En 2023, elle chorégraphie pour le Ministère de la Culture la variation de danse classique garçon, Envol, pour l'examen d'entrée en cycle diplômant, épreuve d'admissibilité de l'Etat.

### Maître de ballet
En septembre 2014, Aurélia Schaefer rejoint l'Opéra national de Bordeaux en qualité de maître de ballet,. Elle travaille à remonter le répertoire classique de la compagnie avec les ballets Le Lac des cygnes, Coppélia, Giselle ou contemporains comme Pneuma de Carolyn Carlson.

## Distinction
En janvier 2020, elle est nommée  Chevalier de l'ordre des Arts et des Lettres.].
 Chevalier de l'ordre des Arts et des Lettres.